# DAEMON Tools
DAEMON Tools es un emulador de imágenes de disco propietario para Microsoft Windows. La aplicación permite al usuario montar "imágenes de disco" de CD y DVD así como las de unidades virtuales (.ISO). También incluye varios mecanismos para intentar evitar algunas de las protecciones anticopia más extendidas.
DAEMON Tools originalmente fue una mejora de otro software llamado Generic Safedisc emulator, del cual ha heredado todas sus características y funcionalidades.

## Generalidades
El uso de las redes P2P ha llevado a la necesidad de compartir archivos cuyo contenido no se corrompa por la copia y recopia. Este hecho ha propiciado el uso de los discos virtuales. Estos discos virtuales, denominados "ISO", son en numerosas ocasiones una creación de aficionados al homebrew portando todo tipo de material, juegos, música, libros interactivos, películas y series de TV, que se cargan en la tarjeta de memoria o en la memoria del ordenador y reproducen todas las características de un disco informático. No todos los usuarios que usan DAEMON Tools buscan usar ilegalmente archivos. Daemon Tools, permite evitar la creación del disco físico, permitiendo evitar el gasto en la copia de discos físicos o en la compra de una grabadora. Mediante el uso de internet, ni tan siquiera se necesita tener un Disco duro externo propio para almacenarlos.
Hasta la fecha se crean por particulares o se descargan gratuitamente de internet y aparecen cada día nuevos archivos "ISO" con programas similares a DAEMON Tools. Aunque no todo el material contenido en estos archivos infringe leyes de Copyright, las páginas españolas han quedado relegadas muy por detrás debido a las leyes antipiratería que han obligado al cierre judicial de la mayoría de las empresas radicadas en España. Con todo, a consecuencia de la inexistencia de fronteras en internet, han sido sustituidas por otras no radicadas en España, fomentando los negocios de los emprendedores y el desarrollo de webs de cooperación en países con mayor libertad empresarial. 
Varias empresas desarrolladoras y distribuidoras de juegos, han incorporado en algunas de sus producciones contramedidas para intentar deshabilitar las capacidades de detección y anulación de sistemas anticopia que incluye DAEMON Tools. En sucesivas versiones de la aplicación se ha conseguido protegerla contra estas contramedidas.
La aplicación permite seleccionar el número de unidades virtuales de Windows que se van a crear (un máximo de 4 unidades SCSI en la versión Lite, 16 unidades SCSI en la versión Pro Standar y 32 unidades SCSI, además de 2 unidades IDE, en la versión Pro Advanced). Por cada una de ellas, el usuario puede cargar una imagen, y hacer creer al sistema operativo que en realidad se ha insertado disco físico.

## Formatos de imagen de disco soportados
- bin/cue - CDRWindasdasd
- b5t - BlindWrite 5
- bwt - BlindWrite
- ccd - CloneCD
- cdi - DiscJuggler
- iso - Imagen de CD estándar
- mds - Alcohol 120% (Media descriptor files)
- nrg - Nero
- pdi - Instant CD/DVD
- mdx - Expresiones multidimensionales